# Cattleya dayana
Cattleya bicalhoi (ex Laelia dayana) é uma espécie de pequeno porte, outrora considerada uma variedade de Cattleya pumila, que habita matas na porção norte da região serrana do Rio de Janeiro, em altitude próxima de 900 metros . A planta tem pseudobulbos finos e roliços de cinco centímetros de altura, com uma única folha oblonga, espatular e carnosa. Flor de seis centímetros de diâmetro que emerge no meio da folha, sem espata. Pétalas e sépalas de cor róseo-púrpura, branca, cerúlea. Labelo largo e trombiforme com estrias salientes longitudinais de cor carmesim escuro. Floresce no outono e verão. O nome teve que ser alterado para bicalhoi em Cattleya, já que o nome C. xdayana era preexistente, para um híbrido natural.